# Lohmar
Lohmar is een stad en gemeente in de Duitse deelstaat Noordrijn-Westfalen, gelegen in de Rhein-Sieg-Kreis. De gemeente telt 30.316 inwoners (31 december 2020) op een oppervlakte van 65,55 km².

## Geografie

### Klimaat
| Maand                        | jan   | feb   | mrt   | apr  | mei  | jun  | jul  | aug  | sep  | okt  | nov   | dec   | Jaar  |
| ---------------------------- | ----- | ----- | ----- | ---- | ---- | ---- | ---- | ---- | ---- | ---- | ----- | ----- | ----- |
| Hoogste maximum (°C)         | 16,2  | 21,0  | 25,3  | 30,8 | 34,4 | 36,8 | 40,3 | 38,8 | 33,6 | 27,6 | 21,2  | 16,7  | 40,3  |
| Gemiddeld maximum (°C)       | 5,9   | 7,2   | 11,4  | 16,1 | 19,7 | 22,7 | 24,9 | 24,5 | 20,4 | 15,2 | 9,8   | 6,5   | 15,4  |
| Gemiddelde temperatuur (°C)  | 3,0   | 3,6   | 6,7   | 10,4 | 14,1 | 17,1 | 19,0 | 18,5 | 14,8 | 10,8 | 6,7   | 3,8   | 10,7  |
| Gemiddeld minimum (°C)       | 0,0   | 0,1   | 2,0   | 4,5  | 8,1  | 11,2 | 13,3 | 12,8 | 9,7  | 6,8  | 3,5   | 1,0   | 6,1   |
| Laagste minimum (°C)         | −23,4 | −19,2 | −13,4 | −8,8 | −2,9 | −0,5 | 2,9  | 1,9  | −1,3 | −6,0 | −10,4 | −18,0 | −23,4 |
|                              |       |       |       |      |      |      |      |      |      |      |       |       |       |
| Neerslag (mm)                | 62,0  | 54,0  | 55,0  | 48,0 | 62,0 | 86,0 | 87,0 | 83,0 | 67,0 | 65,0 | 64,0  | 69,0  | 802,0 |
| Bron: Lohmar - wetterlabs.de |       |       |       |      |      |      |      |      |      |      |       |       |       |

## Afbeeldingen

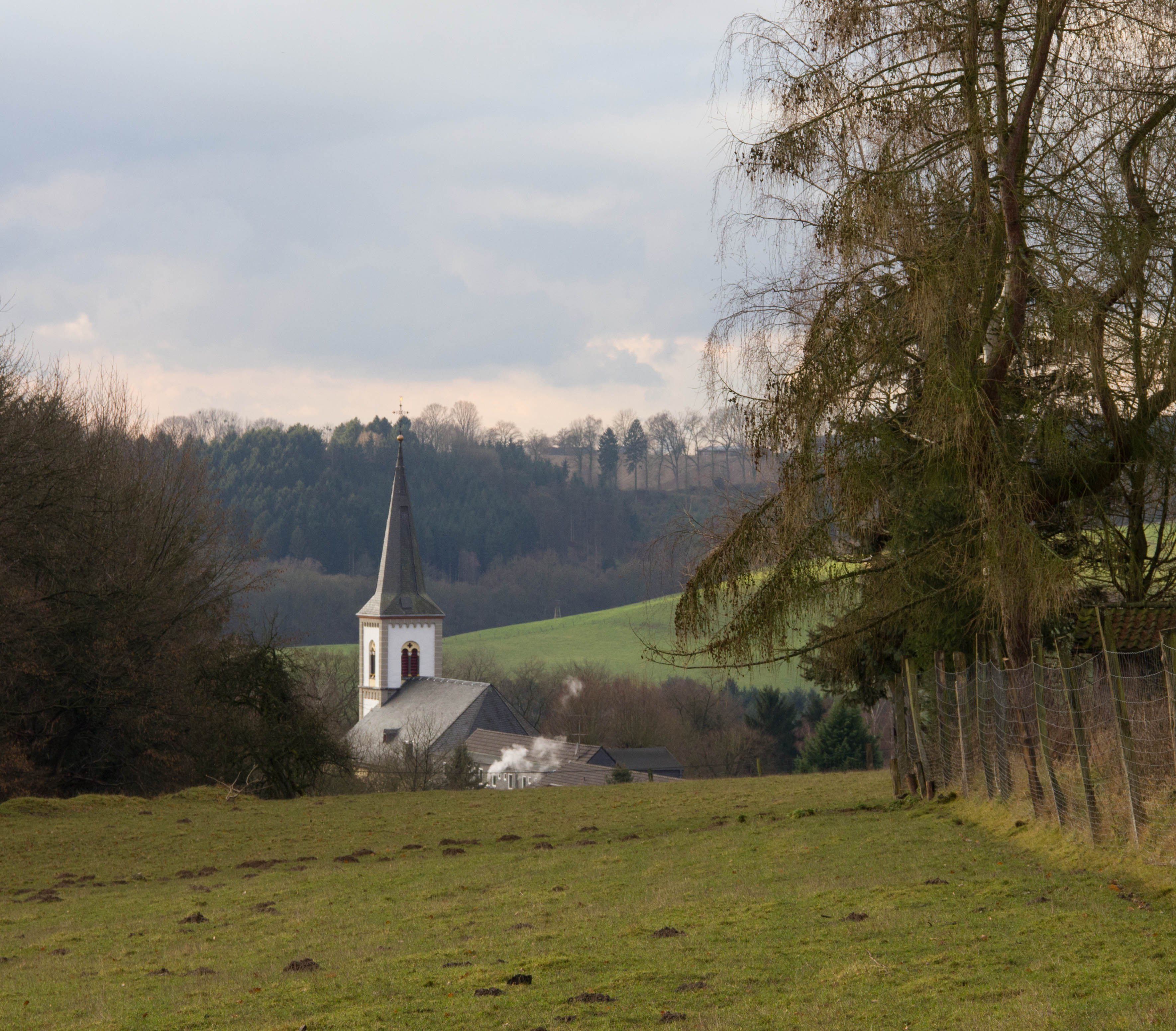
Alt-Wahlscheid
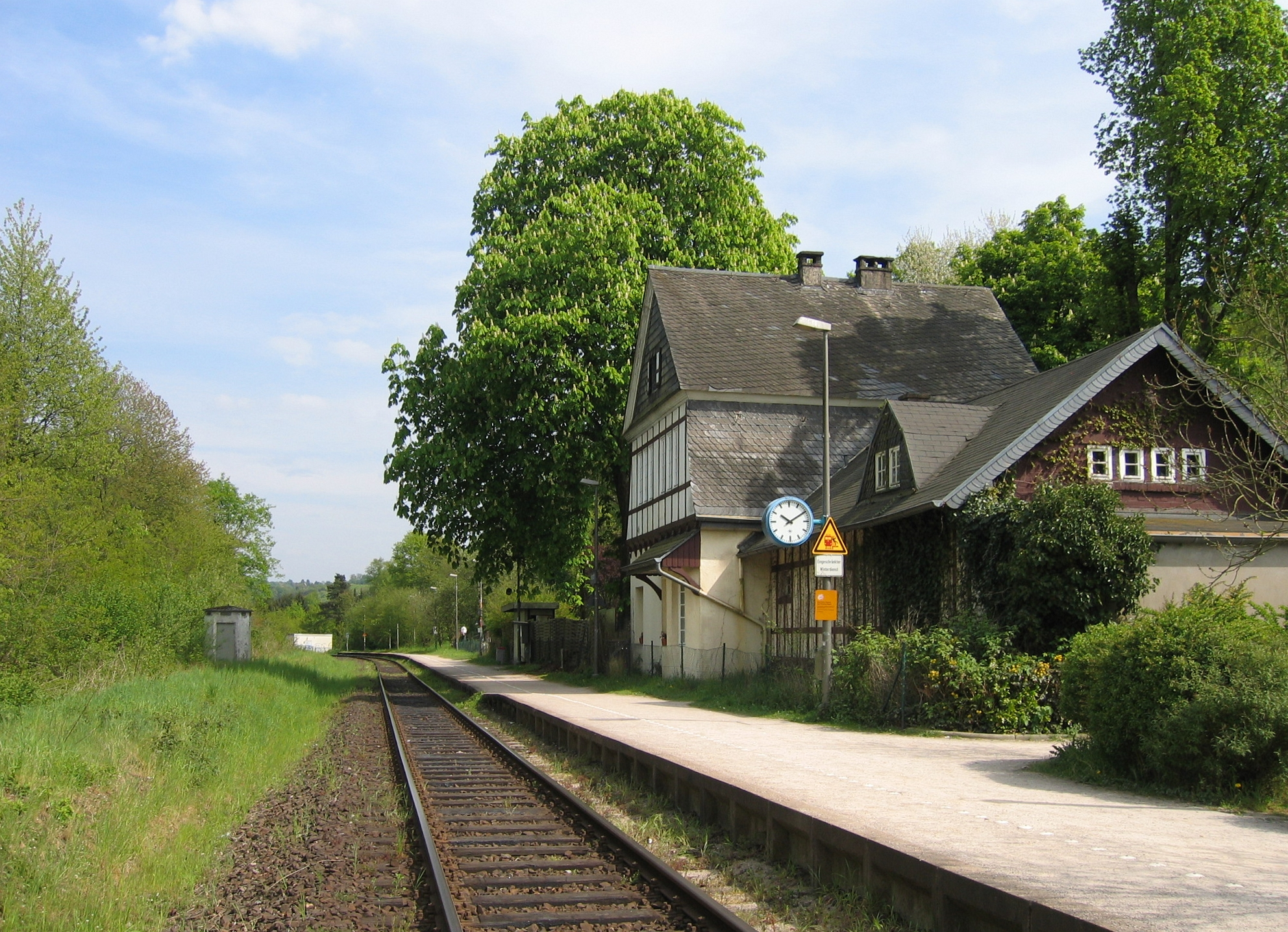
Station Honrath
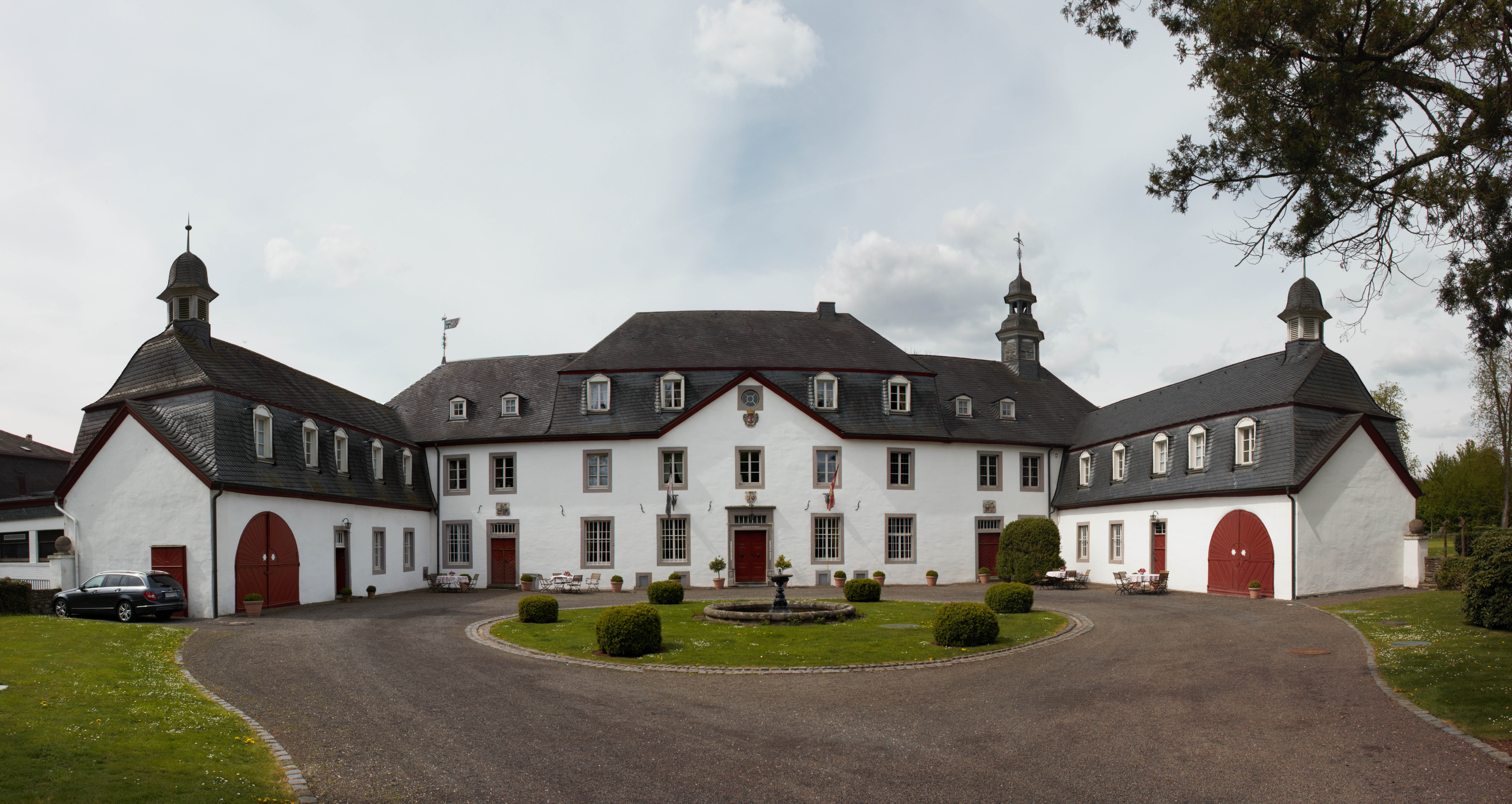
Schloss Auel

Alfter · Bad Honnef · Bornheim · Eitorf · Hennef · Königswinter · Lohmar · Meckenheim · Much · Neunkirchen-Seelscheid · Niederkassel · Rheinbach · Ruppichteroth · Sankt Augustin · Siegburg · Swisttal · Troisdorf · Wachtberg · Windeck